# Wohnste
Wohnste település Németországban, azon belül Alsó-Szászország tartományban. Lakosainak száma 778 fő (2023. december 31.).

## Népesség
A település népességének változása:
| Lakosok száma | 786  | 784  | 761  | 749  | 755  | 799  | 778  |
|               | 2010 | 2016 | 2017 | 2019 | 2021 | 2022 | 2023 |